# 安德烈·卡里略
安德烈·马丁·卡里略·迪亚兹（André Martín Carrillo Díaz，1991年6月14日—）是一名秘鲁职业足球运动员，目前效力于沙特阿拉伯俱乐部沙特希拉爾足球俱樂部，他也是秘魯國家足球隊，司職边锋以及前锋。他曾代表國家隊参加四美洲盃足球賽以及2018年國際足協世界盃。